# Wasilij Griszczenkow
Wasilij Iwanowicz Griszczenkow (ros. Василий Иванович Грищенков, ur. 23 stycznia 1958 w Homlu) – białoruski lekkoatleta startujący w barwach Związku Radzieckiego, trójskoczek, medalista mistrzostw Europy.

## Kariera sportowa
Zdobył srebrny medal w trójskoku na mistrzostwach Europy juniorów w 1977 w Doniecku.
Zdobył srebrny medal w tej konkurencji na mistrzostwach Europy w 1982 w Atenach, przegrywając jedynie z Keithem Connorem z Wielkiej Brytanii, a wyprzedzając Bélę Bakosiego z Węgier. 10 czerwca 1983 w Leningradzie ustanowił rekord Związku Radzieckiego w trójskoku wynikiem 17,55 m. Był to najlepszy wynik na świecie w 1983 oraz najlepszy wynik w jego karierze. Na mistrzostwach świata w 1983 w Helsinkach był jednym z faworytów, jednak odpadł w kwalifikacjach.
Griszczenkow był mistrzem Związku Radzieckiego w trójskoku w 1980 i 1983 oraz brązowym medalistą w 1985, a także mistrzem w hali w 1981.